# Lepidodexia pomaschi
Lepidodexia pomaschi är en tvåvingeart som beskrevs av Guilherme A.M.Lopes 1991. Lepidodexia pomaschi ingår i släktet Lepidodexia och familjen köttflugor.
Artens utbredningsområde är Ecuador. Inga underarter finns listade i Catalogue of Life.